# Sierra del Relumbrar y estribaciones de Alcaraz
Sierra del Relumbrar y estribaciones de Alcaraz este o arie protejată (arie specială de conservare — SAC, sit de importanță comunitară — SCI) din Spania întinsă pe o suprafață de 30.772,92 ha, integral pe uscat.

## Localizare
Centrul sitului Sierra del Relumbrar y estribaciones de Alcaraz este situat la coordonatele 38°34′09″N 2°41′49″W / 38.5693°N 2.697°V.

## Înființare
Situl Sierra del Relumbrar y estribaciones de Alcaraz a fost declarat sit de importanță comunitară în decembrie 1997 pentru a proteja 2 specii de plante și 14 specii de animale. Situl a fost protejat și ca arie specială de conservare în august 2015.

## Biodiversitate
Situată în ecoregiunea mediteraneană, aria protejată conține 24 de habitate naturale: Păduri de Quercus suber, Păduri de pin mediteraneene cu pini mezogeni endemici, Pajiști carstice calcaroase sau bazofile, de Alysso-Sedion albi, Liziere de ierburi înalte hidrofile de câmpie și de nivel montan până la alpin, Păduri termofile cu Fraxinus angustifolia, Tufărișuri termo-mediteraneene și de pre-deșert, Râuri mediteraneene cu debit permanent și vegetație de Glaucium flavum, Pseudostepă cu ierburi și specii anuale de Thero-Brachypodietea, Pajiști umede mediteraneene cu ierburi înalte de Molinio-Holoschoenion, Dehesas cu Quercus spp. perene, Lacuri eutrofice naturale cu vegetație de tip Magnopotamion sau Hydrocharition, Izvoare petrifiante cu formare de travertin (Cratoneurion), Pajiști uscate europene, Iazuri temporare mediteraneene, Lande oro-mediteraneene cu formațiuni endemice de grozamă, Pante stâncoase silicioase cu vegetație casmofită, Pante stâncoase calcaroase cu vegetație casmofită, Roci stâncoase cu vegetație pionieră de Sedo-Scleranthion sau Sedo albi-Veronicion dillenii, Matorral arborescenți cu Juniperus spp., Păduri de Quercus ilex și Quercus rotundifolia, Galerii și tufărișuri riverane sudice (Nerio-Tamaricetea și Securinegion tinctoriae), Cursuri de apă de la nivel de câmpie la nivel montan, cu vegetație Ranunculion fluitantis și Callitricho-Batrachion, Galerii de Salix alba și de Populus alba, Păduri iberice de Quercus faginea și Quercus canariensis.
La baza desemnării sitului se află mai multe specii protejate:
- plante (2): Coincya rupestris, Narcissus nevadensis
- păsări (7): Aquila adalberti, acvilă de munte (Aquila chrysaetos), buha (Bubo bubo), șoim călător (Falco peregrinus), Hieraaetus fasciatus, Pyrrhocorax pyrrhocorax, turturică (Streptopelia turtur)
- mamifere (3): vidră de râu (Lutra lutra), râs iberic (Lynx pardinus), Microtus cabrerae
- nevertebrate (1): Austropotamobius pallipes
- pești (3): Pseudochondrostoma polylepis, Rutilus alburnoides, Rutilus lemmingii

Pe lângă speciile protejate, pe teritoriul sitului au mai fost identificate 29 de specii de plante.